# Convenção de arbitragem
No direito brasileiro, convenção de arbitragem é um gênero de negócio jurídico do qual são espécies a cláusula compromissória e o compromisso arbitral, de acordo com o artigo 3º da lei de arbitragem brasileira: "As partes interessadas podem submeter a solução de seus litígios ao juízo arbitral mediante convenção de arbitragem, assim entendida a cláusula compromissória e o compromisso arbitral".
A cláusula compromissária é instituída previamente entre as partes estabelecendo como competente o juízo arbitral. em não havendo cláusula compromissária e uma vez protocolada por uma das partes a reclamação em Câmara de Arbitragem, comparecendo a outra parte à audiência para tentativa de conciliação e restando esta frustrada, o conciliador orientará as partes a firmar o compromisso arbitral pelo qual submetem, a posteriori, sua demanda ao juízo arbitral.
Com o novo Código de Processo Civil, a convenção de arbitragem só levará à extinção do processo se o réu, em contestação, arguir a preliminar (art. 337, X, e §§ 5º e
6º).